# Procesamiento del gas natural

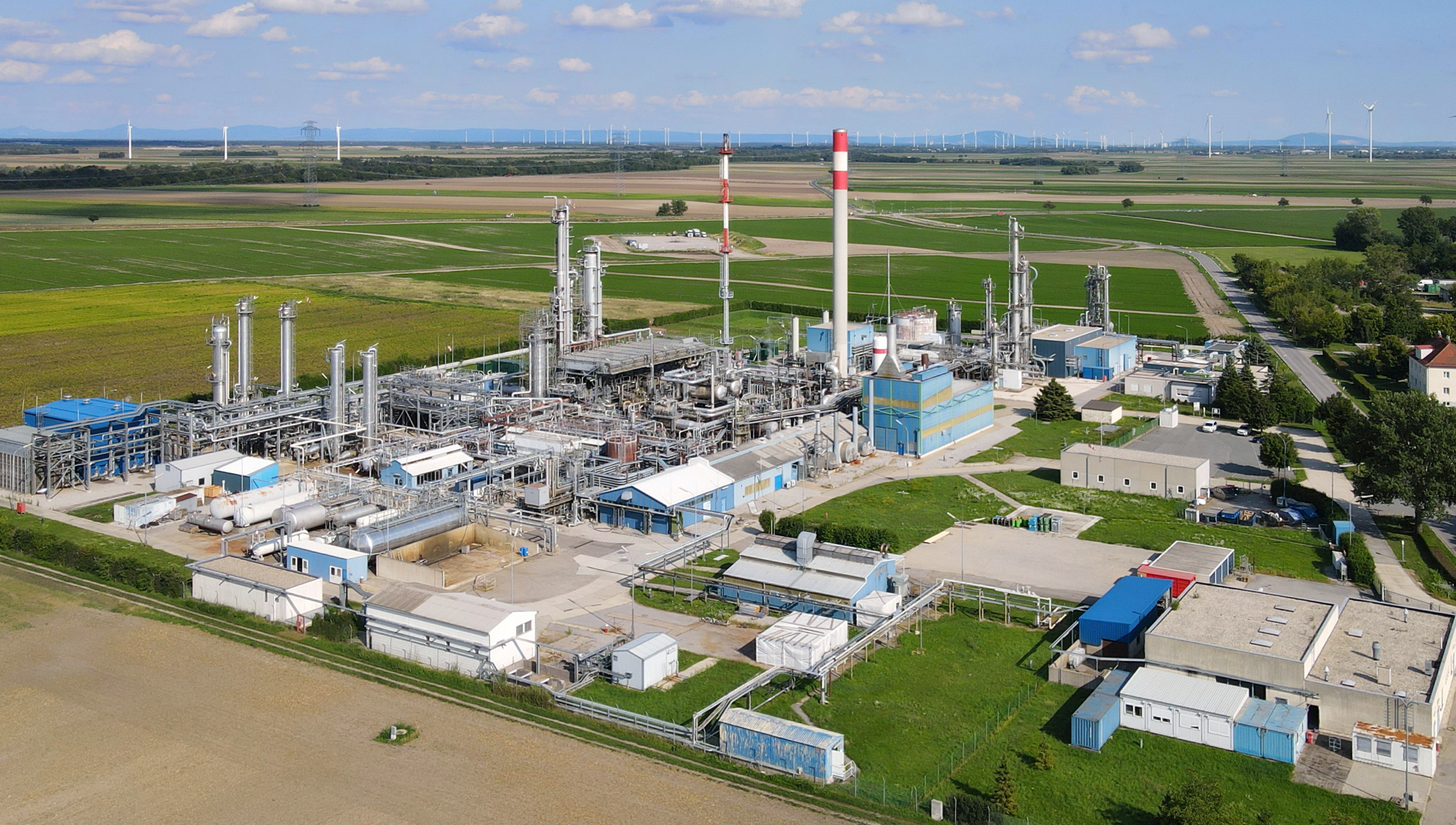
Una planta de procesamiento de gas natural en Aderklaa, Austria

El procesamiento del gas natural es una serie de procesos industriales diseñados para purificar el gas natural bruto mediante la eliminación de impurezas, contaminantes e hidrocarburos de mayor masa molecular para producir lo que se conoce como gas natural seco de calidad para gasoductos. El gas natural debe procesarse para prepararlo para su uso final y garantizar la eliminación de contaminantes.
El procesamiento del gas natural comienza en el subsuelo o en la boca del pozo. Si el gas se produce, por ejemplo, junto con petróleo crudo, el proceso de separación ya tiene lugar cuando el fluido fluye por las rocas del yacimiento hasta llegar a la tubería del pozo. El proceso que comienza en la boca del pozo extrae la composición del gas natural según el tipo, la profundidad y la ubicación del yacimiento subterráneo y la geología de la zona. El petróleo y el gas natural suelen encontrarse juntos en el mismo yacimiento. El gas natural producido en pozos petrolíferos suele clasificarse como gas asociado-disuelto, lo que significa que el gas ha estado asociado o disuelto en petróleo crudo. La producción de gas natural no asociada al crudo se clasifica como "no asociada". El gas no asociado que produce un gas seco en términos de condensado y agua se envía directamente a un gasoducto o a una planta de gas sin someterse a ningún proceso de separación.
Las plantas de procesamiento de gas natural purifican el gas natural crudo eliminando contaminantes como sólidos, agua, dióxido de carbono (CO2), sulfuro de hidrógeno (H2S), mercurio e hidrocarburos de mayor masa molecular. Algunas de las sustancias que contaminan el gas natural tienen valor económico y se procesan o venden posteriormente. Una planta de gas natural operativa suministra gas natural seco con calidad de gasoducto que puede ser utilizado como combustible por consumidores residenciales, comerciales e industriales, o como materia prima para síntesis químicas.

## Tipos de pozos de gas natural bruto

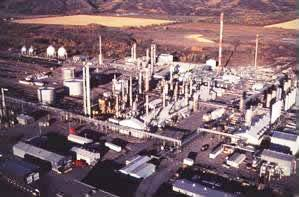
Planta de procesamiento de gas natural.

El gas natural bruto procede principalmente de tres tipos de pozos: pozos de petróleo crudo, pozos de gas y pozos de condensado.
El gas natural procedente de los pozos de petróleo crudo suele denominarse gas asociado. Este gas puede haber existido como un casquete de gas por encima del crudo en el yacimiento subterráneo o puede haber estado disuelto en el crudo, saliendo de la solución al reducirse la presión durante la producción.
El gas natural procedente de pozos de gas y pozos de condensado, en los que hay poco o ningún petróleo crudo, se denomina gas no asociado. Los pozos de gas suelen producir sólo gas natural bruto, mientras que los pozos de condensado producen gas natural bruto junto con otros hidrocarburos de bajo peso molecular.  Los que son líquidos en condiciones ambientales (es decir, pentano y más pesados) se denominan condensados de gas natural (a veces también llamados gasolina natural o simplemente condensados ).
El gas natural se denomina gas dulce cuando está relativamente libre de sulfuro de hidrógeno; el gas que contiene sulfuro de hidrógeno se denomina gas amargo. El gas natural, o cualquier otra mezcla de gases, que contenga cantidades significativas de sulfuro de hidrógeno, dióxido de carbono o gases ácidos similares, se denomina gas ácido.
El gas natural bruto también puede proceder de depósitos de metano en los poros de las vetas de carbón, que a menudo existen bajo tierra en un estado más concentrado de adsorción en la superficie del propio carbón. Este gas se denomina gas en capas de carbón o metano en capas de carbón (gas de veta de carbón en Australia). El gas en capas de carbón se ha convertido en una importante fuente de energía en las últimas décadas.

## Contaminantes en el gas natural bruto
El gas natural sin tratar suele estar formado principalmente por metano (CH4) y etano (C2H6), las moléculas de hidrocarburos más cortas y ligeras. También suele contener cantidades variables de:
- Hidrocarburos gaseosos más pesados: propano (C3H8), butano normal (nC4H10), isobutano (iC4H10) y pentanos. Todos estos se denominan colectivamente líquidos de gas natural o LGN y se pueden procesar en subproductos terminados.
- Hidrocarburos líquidos (también denominados gasolina en boca de pozo o gasolina natural) y/o petróleo crudo.
- Gases ácidos: dióxido de carbono (CO2), sulfuro de hidrógeno (H2S) y mercaptanos como metanotiol (CH3SH) y etanotiol (C2H5SH).
- Otros gases: nitrógeno (N2) y helio (He).
- Agua: vapor de agua y agua líquida. También sales disueltas y gases disueltos (ácidos).
- Mercurio: cantidades muy pequeñas de mercurio, principalmente en forma elemental, pero es posible la presencia de cloruros y otras especies.[6]
- Material radiactivo natural (NORM): el gas natural puede contener radón, y el agua producida puede contener trazas disueltas de radio, que pueden acumularse en las tuberías y el equipo de procesamiento. Esto puede hacer que las tuberías y los equipos se vuelvan radiactivos con el tiempo.

El gas natural bruto debe purificarse para cumplir las normas de calidad especificadas por las principales empresas de transporte y distribución por gasoducto. Estas normas varían de un gasoducto a otro y suelen depender del diseño del sistema y de los mercados a los que abastece. En general, las normas especifican que el gas natural debe:
- Estar dentro de un rango específico de valor calorífico (poder calorífico). Por ejemplo, en Estados Unidos, debe estar en torno a 1035 ± 5 % BTU por pie cúbico de gas a 1 atmósfera y 60 °F (41 MJ ± 5 % por metro cúbico de gas a 1 atmósfera y 15,6 °C). En el Reino Unido, el valor calorífico bruto debe situarse entre 37,0 y 44,5 MJ/m3 para poder entrar en la red nacional de transporte (NTS).[7]
- Suministrarse a una temperatura de punto de rocío de hidrocarburos especificada o por encima de ella (por debajo de la cual algunos de los hidrocarburos del gas podrían condensarse a la presión del gasoducto formando gotas líquidas que podrían dañar el gasoducto). El ajuste del punto de rocío de los hidrocarburos reduce la concentración de hidrocarburos pesados para que no se produzca condensación durante el consiguiente transporte por los gasoductos. En el Reino Unido, el punto de rocío de los hidrocarburos se define como <-2 °C para la entrada en la NTS.[7] El punto de rocío de los hidrocarburos cambia con la temperatura ambiente predominante, la variación estacional es:[8]

| Punto de rocío de hidrocarburos | 30 °F (–1,1 °C)               | 35 °F (1,7 °C)  | 40 °F (4,4 °C) | 45 °F (7,2 °C)   | 50 °F (10 °C) |
| Meses                           | Diciembre Enero Febrero Marzo | Abril Noviembre | Mayo Octubre   | Junio Septiembre | Julio Agosto  |

El gas natural debe:
- Estar libre de partículas sólidas y agua líquida para evitar la erosión, la corrosión u otros daños a la tubería.
- Estar suficientemente deshidratado de vapor de agua para evitar la formación de hidratos de metano en la planta de procesamiento de gas o, posteriormente, en el gasoducto de transmisión de ventas. Una especificación típica del contenido de agua en EE. UU. es que el gas no debe contener más de siete libras de agua por millón de pies cúbicos estándar de gas.[9][10] En el Reino Unido, esto se define como <-10 °C @ 85 barg para la entrada en el NTS.[7]
- No contener más que trazas de componentes como sulfuro de hidrógeno, dióxido de carbono, mercaptanos y nitrógeno. La especificación más común para el contenido de sulfuro de hidrógeno es de 0,25 granos de H2S por 100 pies cúbicos de gas, o aproximadamente 4 ppm. Las especificaciones para el CO2 suelen limitar el contenido a no más del dos o tres por ciento. En el Reino Unido el sulfuro de hidrógeno se especifica ≤5 mg/m3 y el azufre total como ≤50 mg/m3, el dióxido de carbono como ≤2,0 % (molar), y el nitrógeno como ≤5,0 % (molar) para la entrada en la NTS.[7]
- Mantener el mercurio por debajo de los límites detectables (aproximadamente 0,001 ppb por volumen) principalmente para evitar daños en los equipos de la planta de procesamiento de gas o en el sistema de transmisión por gasoducto por amalgama de mercurio y fragilización del aluminio y otros metales.[6][11][12]

## Descripción de una planta de procesamiento de gas natural
Existe una gran variedad de formas de configurar los distintos procesos unitarios utilizados en el tratamiento del gas natural bruto. El diagrama de flujo de bloques que figura a continuación es una configuración típica generalizada para el tratamiento de gas natural bruto procedente de pozos de gas no asociado. Muestra cómo se procesa el gas natural bruto para convertirlo en gas de venta canalizado a los mercados de usuarios finales. También muestra cómo el procesamiento del gas natural bruto produce estos subproductos:
- Condensado de gas natural
- Azufre
- Etano
- Líquidos de gas natural (LGN): propano, butanos y C5+ (que es el término comúnmente utilizado para los pentanos más los hidrocarburos de mayor peso molecular)[17][18][19]

El gas natural bruto se suele recoger de un grupo de pozos adyacentes y se procesa primero en un recipiente separador en ese punto de recogida para eliminar el agua líquida libre y el condensado de gas natural. A continuación, el condensado suele transportarse a una refinería de petróleo y el agua se trata y se elimina como aguas residuales.
A continuación, el gas bruto se conduce a una planta de procesamiento de gas donde la purificación inicial suele consistir en la eliminación de los gases ácidos (sulfuro de hidrógeno y dióxido de carbono). Hay varios procesos disponibles para ese fin, como se muestra en el diagrama de flujo, pero el tratamiento con aminas es el proceso que se utilizaba históricamente. Sin embargo, debido a una serie de limitaciones de rendimiento y medioambientales del proceso con aminas, una tecnología más reciente basada en el uso de membranas poliméricas para separar el dióxido de carbono y el sulfuro de hidrógeno de la corriente de gas natural ha ganado cada vez más aceptación. Las membranas son atractivas porque no consumen reactivos.
Los gases ácidos, si están presentes, se eliminan mediante un tratamiento de membrana o amina y, a continuación, pueden dirigirse a una unidad de recuperación de azufre que convierte el sulfuro de hidrógeno del gas ácido en azufre elemental o ácido sulfúrico. De los procesos disponibles para estas conversiones, el proceso Claus es, con mucho, el más conocido para recuperar azufre elemental, mientras que el proceso convencional Contact y el proceso WSA (proceso de ácido sulfúrico húmedo) son las tecnologías más utilizadas para recuperar ácido sulfúrico. Las cantidades más pequeñas de gas ácido pueden eliminarse por combustión en antorcha.
El gas residual del proceso Claus se denomina comúnmente gas de cola y ese gas se procesa en una unidad de tratamiento de gas de cola (TGTU) para recuperar y reciclar los compuestos residuales que contienen azufre y devolverlos a la unidad Claus. De nuevo, como se muestra en el diagrama de flujo, existen varios procesos disponibles para tratar el gas de cola de la unidad Claus y, para ello, un proceso WSA también es muy adecuado, ya que puede funcionar de forma autotérmica en los gases de cola.
El siguiente paso en la planta de procesamiento de gas es eliminar el vapor de agua del gas utilizando la absorción regenerable en trietilenglicol líquido (TEG), comúnmente conocida como deshidratación de glicol, desecantes de cloruro delicuescente o una unidad de adsorción por cambio de presión (PSA), que es una adsorción regenerable que utiliza un adsorbente sólido. También pueden considerarse otros procesos más recientes, como las membranas.
Luego, el mercurio se elimina mediante procesos de adsorción (como se muestra en el diagrama de flujo), como carbón activado o tamices moleculares regenerables.
Aunque no es común, el nitrógeno a veces se elimina y rechaza mediante uno de los tres procesos indicados en el diagrama de flujo:
- Proceso criogénico (Unidad de Rechazo de Nitrógeno),[22] usando destilación a baja temperatura. Este proceso se puede modificar para recuperar también helio, si se desea (ver también gas industrial ).
- Proceso de absorción,[23] usando aceite pobre o un solvente especial[24] como absorbente.
- Proceso de adsorción que utiliza carbón activado o tamices moleculares como adsorbente. Este proceso puede tener una aplicabilidad limitada porque se dice que incurre en la pérdida de butanos e hidrocarburos más pesados.

### Fraccionamiento de LGN
El proceso de fraccionamiento de LGN trata los gases de escape de los separadores de una terminal petrolífera o la fracción superior de una columna de destilación de crudo en una refinería. El objetivo del fraccionamiento es obtener productos útiles, como gas natural apto para su transporte a consumidores industriales y domésticos, gases licuados del petróleo (propano y butano) para su venta y gasolina para la mezcla de combustibles líquidos. El flujo de LGN recuperado se procesa a través de un tren de fraccionamiento que consta de hasta cinco torres de destilación en serie: una desmetanizadora, una desetanizadora, una despropanizadora, una debutanizadora y una desdobladora de butano. Utiliza otro proceso de destilación criogénica a baja temperatura que implica la expansión del gas a través de un turboexpansor seguido de la destilación en una columna de fraccionamiento de desmetanización. Algunas plantas de procesamiento de gas utilizan el proceso de absorción de aceite pobre en lugar del proceso de turboexpansor criogénico.
La alimentación gaseosa a la planta de fraccionamiento de LGN se comprime normalmente a unos 60 barg y 37 °C. La alimentación se enfría a -22 °C, por intercambio con el producto superior del desmetanizador y mediante un sistema de refrigeración, y se divide en tres corrientes:
- el líquido condensado pasa a través de una válvula Joule-Thomson que reduce la presión a 20 bar y entra al desmetanizador como alimentación inferior a -44,7 °C
- parte del vapor se dirige a través de un turboexpansor y entra en el desmetanizador como alimentación superior a -64 °C
- el vapor restante se enfría con el producto superior del desmetanizador y el enfriamiento Joule-Thomson (a través de una válvula) y entra a la columna como reflujo a -96 °C[28]

El producto superior es principalmente metano a 20 bares y -98 °C. Se calienta y se comprime para obtener gas de venta a 20 bares y 40 °C. El producto final es LGN a 20 barg que alimenta al desetanizador.  
El producto superior del desetanizador es etano y los residuos se envían al despropanizador. El producto superior del despropanizador es propano y los residuos se envían al desbutanizador. El producto superior del desbutanizador es una mezcla de butano normal e isobutano, y el producto inferior es una mezcla de gasolina C5+.
Las condiciones de funcionamiento de los recipientes del tren de fraccionamiento de LGN suelen ser las siguientes
|                                         | desmetanizador          | desetanizador                      | despropanizador                   | debutante    | Divisor de butano |
| Presión de alimentación                 | 60 barg                 | 30 barg                            |                                   |              |                   |
| Temperatura de alimentación             | 37 °C                   | 25 °C                              | 37 °C                             | 125 °C       | 59 °C             |
| Presión de funcionamiento de la columna | 20 barg                 | 26-30 bares                        | 10-16,2 bares                     | 3,8-17 bares | 4,9-7 bares       |
| Temperatura del producto de arriba      | -98 °C                  |                                    | 50 °C                             | 59 °C        | 49 °C             |
| Temperatura del producto inferior       | 12 °C                   | 37 °C                              | 125 °C                            | 118 °C       | 67 °C             |
| Producto principal                      | Metano (gas natural)    | Etano                              | Propano                           | Butano       | Isobutano         |
| Producto inferior                       | Líquidos de gas natural | (Alimentación del despropanizador) | (Alimentación del desbutanizador) | Gasolina     | Butano normal     |

Una composición típica de la alimentación y del producto es la siguiente.
| Componente | Alimentación | LGN  | Etano | Propano | Isobutano | N-butano | Gasolina |
| ---------- | ------------ | ---- | ----- | ------- | --------- | -------- | -------- |
| Metano     | 89.4         | 0.5  | 1.36  |         |           |          |          |
| Etano      | 4.9          | 37.0 | 95.14 | 7.32    |           |          |          |
| Propano    | 2.2          | 26,0 | 3.5   | 90.18   | 2.0       |          |          |
| Isobutano  | 1.3          | 7.2  |       | 2.5     | 96,0      | 4.5      |          |
| N-butano   | 2.2          | 14.8 |       | 2.5     | 2.0       | 95.0     | 3.0      |
| Isopentano | 2.2          | 5.0  |       |         |           |          | 33.13    |
| N-pentano  | 2.2          | 3.5  |       |         |           | 0.5      | 23.52    |
| N-hexano   | 2.2          | 4.0  |       |         |           |          | 26,9     |
| N-heptano  | 2.2          | 2.0  |       |         |           |          | 13.45    |
| Total      | 100          | 100  | 100   | 100     | 100       | 100      | 100      |

Las corrientes recuperadas de propano, butanos y C5+ pueden "endulzarse" en una unidad de proceso Merox para convertir los mercaptanos indeseables en disulfuros y, junto con el etano recuperado, son los subproductos finales de los LGN de la planta de procesamiento de gas. En la actualidad, la mayoría de las plantas criogénicas no incluyen el fraccionamiento por motivos económicos y, en su lugar, el flujo de LGN se transporta como producto mezclado a complejos de fraccionamiento independientes situados cerca de refinerías o plantas químicas que utilizan los componentes como materia prima. En caso de que el tendido de gasoductos no sea posible por razones geográficas, o de que la distancia entre la fuente y el consumidor supere los 3.000 km, el gas natural se transporta entonces por barco como GNL (gas natural licuado) y se convierte de nuevo en su estado gaseoso en las proximidades del consumidor.

### Productos
El gas residual de la sección de recuperación de LGN es el gas de venta final, purificado, que se envía por gasoducto a los mercados de usuarios finales. El comprador y el vendedor establecen normas y acuerdos sobre la calidad del gas. En ellos se suele especificar la concentración máxima permitida de CO2, H2S y H2O, además de exigir que el gas esté comercialmente libre de olores y materiales objetables, así como de polvo u otras materias sólidas o líquidas, ceras, gomas y componentes gomosos que puedan dañar o afectar negativamente al funcionamiento de los equipos del comprador. Cuando se produce una alteración en la planta de tratamiento, los compradores suelen poder negarse a aceptar el gas, reducir el caudal o renegociar el precio.

### Recuperación de helio
Si el gas tiene un contenido significativo de helio, éste puede recuperarse mediante destilación fraccionada. El gas natural puede contener hasta un 7 % de helio, y es la fuente comercial del gas noble. Por ejemplo, el campo de gas de Hugoton en Kansas y Oklahoma en los Estados Unidos contiene concentraciones de helio de 0,3 % a 1,9 %, que se separa como un subproducto valioso.

## Consumo
Los patrones de consumo de gas natural, entre países, varían según el acceso. Los países con grandes reservas tienden a manejar la materia prima gas natural con mayor generosidad, mientras que los países con recursos escasos o inexistentes tienden a ser más económicos. A pesar de los considerables hallazgos, la disponibilidad prevista de las reservas de gas natural apenas ha cambiado.

## Aplicaciones del gas natural
- Combustible para calentamiento industrial y proceso de desecación
- Combustible para el funcionamiento de centrales eléctricas públicas e industriales
- Combustible doméstico para cocinar, calentar y proporcionar agua caliente
- Combustible para vehículos de gas natural comprimido o licuado respetuosos con el medio ambiente
- Materia prima para síntesis química.
- Materia prima para la producción de combustible a gran escala mediante el proceso de gas a líquido (GTL) (p. ej., para producir diésel libre de azufre y aromáticos con combustión de bajas emisiones)

## Otras lecturas
- Haring, HW (2008). Procesamiento de Gases Industriales. Weinheim, Alemania: WILEY-VCH Verlag Gmbh & CO. KGaA
- Kohl, A. y Nielsen, R. (1997). Purificación de gases. 5ª Edición. Houston, Texas: Compañía editorial del Golfo

- Datos: Q2287558
- Multimedia: Natural gas processing / Q2287558